# Дженифър Лопес
Дженифър Лин „Джей Ло“ Лопес (на английски: Jennifer Lynn "J.Lo" Lopez), родена на 24 юли 1969 г., е известна американска актриса, певица, танцьорка, дизайнер, продуцентка и модна икона от пуерторикански произход.
Родена и израснала в Бронкс, Ню Йорк. Лопес говори английски и испански. Родителите ѝ са пуерторикански имигранти. Баща ѝ Дейвид е компютърен техник, а майка ѝ Гуадалупе е учителка в детска градина. По-голямата ѝ сестра Лесли днес е домакиня, която обича да пее опера, а по-малката ѝ сестра Линда е музикален редактор и репортер в нюйоркски медии. Родителите им са родени в Пуерто Рико, но се срещат чак когато и двамата емигрират в Америка. Бабата и дядото по майчина линия идват от Европа.
Джен започва уроци по пеене и танци на петгодишна възраст. На 12 постъпва в католическо училище, а след това завършва девическа гимназия. В тийнейджърските си години играе софтбол и тенис и се изявява като гимнастичка.
След като завършва училище, работи за кратко като секретарка в адвокатска кантора. В този период продължава да взема вечерни уроци по танци. На 18 бъдещата звезда напуска дома си, тъй като е в конфликт с майка си. За кратко е и танцьорка в групата на Джанет Джексън. Гуадалупе е в ужас от факта, че дъщеря ѝ възнамерява да се занимава с шоубизнес.
За свой кумир Дженифър определя Мадона. „Като бях малко момиче, ѝ се възхищавах толкова много. Тя беше една от първите, които заложиха на визията. Знаеше какво прави и ми беше стимул, докато мечтаех да бъда певица.“ Тя влиза в неписаната история на нарцисизма с цитата: „Мога да сервирам кафе, поставено на задника ми.“
Списание Billboard я поставя на 27 място сред артистите от 2000-те години, Time я включва в списъка на 25-те най-влиятелни испаноговорещи американци, а през 2012 г. списание Forbes я сочи като една от най-авторитетните знаменитости в света, а също я поставя на 38-о място в списъка на най-влиятелните жени в света.
През 2013 г. Дженифър Лопес е удостоена със звезда на Холивудската алея на славата (№ 2500). Богатството ѝ се оценява на 320 милиона долара (2014). През календарната 2019 година, според Forbes Джей Ло печели $43 млн., а в същата година общото ѝ богатство достига 400 млн. долара, тоест около 639 милиона български лева.

## Филмова кариера
През 1990 г. Дженифър започва и уроци по актьорско майсторство и скоро след това печели националното състезание за ролята на „Летящото момиче“ в хитовия сериал на Фокс In Living Color. Никой не би предположил, че едно от прекрасно танцуващите момичета може да стане някой ден актриса. Следват роли в други сериали като South Central, Second Chance и Hotel Malibu. Светът отваря очите си за нейната хубост и талант след участието ѝ в два филма. Игралният ѝ дебют е в успешня филм на Грегъри Нава Mi familia (1995). Най-одобряваният ѝ от критиците филм е Selena (1997 г.), биографична история за едноименната певица, той ѝ носи номинация за Златен глобус и я превръща в първата актриса от латиноамерикански произход, която получава повече от 1 милион долара хонорар за филм. През 1998 г. деветият филм във филмографията на Лопес „Извън контрол“ /реж. Стивън Содърбърг/ е най-успешният в досегашната ѝ кариера. Номиниран е за две награди „Оскар“, а самата Дженифър попада сред претендентките за най-добра актриса на филмовите награди на MTV. Филмът с най-голям успех, в който тя участва, е Ще танцуваме ли? (2004 г.), заедно с Ричърд Гиър и Сюзън Сарандън и носи на създателите си печалба от 170 милиона долара.
През 2001 г. „Сватбеният агент“ е най-гледаният филм в САЩ, а нейният албум „Джей Ло“ е номер 1 в класацията на Billboard Top 200. Така Дженифър Лопес стана първата жена, която има едновременно номер 1 филм и номер 1 албум в една и съща седмица.

## Музикална кариера
Музикалната ѝ кариера е още по-успешна от актьорската. Тя стартира през 1999 г., като поп / R&B-изпълнителка, Джей Ло издава първия от общо осем свои албуми – On the 6 (1999 г.), J.Lo (2001 г.), J To Tha L-O! The Remixes (2002 г.), This is me…then (2002 г.), Rebirth (2005 г.), Como ama Una Mujer (2007 г.), Brave (2007 г.), Love? (2011) и A.K.A. (2014 г.). On The 6 излиза през 1999 г. и в него е включен сингъла If You Had My Love, който оглавява американския чарт за сингли 5 седмици и е един от най-големите хитове през 1999 г., както дуета No me ames с Марк Антъни, който става хит по целия свят, но не е издаван в САЩ, макар че видеото му има добро представяне по американския музикален канал VH1, Waiting For Tonight и Let's Get Loud, за които получава първите си номинации за Грами. Албумът се задържа 11 седмици в топ 20 на Billboard и придобива платинен статус както в Щатите, така и в Европа. Въпреки че достига едва до осмо място в Billboard Hot 100, Waiting for Tonight е обявена за най-лесно разпознаваемата песен на Дженифър Лопес. Клипът към парчето печели наградата на Billboard за най-добро поп видео, както и наградата на MTV за най-добро денс видео. Първите хитове на певицата-актриса от дебютния ѝ албум направо разместват пластовете в музикалната индустрия в края на миналия век. Това е динамичното If You Had My Love и разтърсващата балада в дует с бъдещия ѝ съпруг Марк Антъни No Me Ames. Дебютният ѝ албум става шест пъти платинен, само в САЩ се продават 2,9 милиона копия.
Джей Ло има четири номер 1 хита в Billboard Hot 100 – If You Had My Love, оглавил класацията през юни 1999 г., дуетът ѝ с Ja Rule I’m Real достигнал до номер 1 през септември 2001 г., Ain’t It Funny отново с Ja Rule застанал начело през март 2002 г. и All I Have с LL Cool J– хит номер 1 през февруари 2003 г.
До март 2017 г., певицата е продала повече от 70 милиона записа в света.

## Личен живот
През 1997 г. Лопес се омъжва за кубинеца Оджани Ноа. Бракът им трае една година.
Връзката ѝ с Пъф Деди продължава от 1999 до 2001 г.
Следва двугодишен брак с нейни танцьор и хореограф Крис Джъд.
През октомври 2002 г. е сгодена за Бен Афлек, но през 2004 г. двойката се разделя.
На 5 юни 2004 г. се омъжва на тайна церемония за Марк Антъни. На 22 февруари 2008 г. се раждат близнаците Ема и Макс. През лятото на 2011 година Дженифър и Марк се разделят.
През 2012 г. Дженифър има връзка с танцьора Каспър Смарт, която приключва през 2014 г.
През февруари 2017 г. Лопес започва връзка с бейзболния играч Алекс Родригес, а през 2019 г. се сгодяват. През 2021 г. двойката се разделя.
Скоро след това Дженифър Лопес е забелязана със своята стара любов Бен Афлек, с когото започва връзка отново. На 8 април 2022 те обявяват годежа си. На 16 юли двамата се женят в Лас Вегас.

## Филмография
- Омъжи се за мен (2021)
- Да свалиш Уолстрийт (2019)
- Ледена епоха: Големият сблъсък (2016) – Шира (глас)
- У дома (2015) – Луси (глас)
- Lila & Eve (2015)
- Съседското момче (2015)
- Паркър (2013)
- Ледена епоха 4: Континентален дрейф (2012) – Шира (глас)
- Очаквай неочакваното (2012)
- План Б (2010)
- Певецът (2007)
- Граничен град (2007)
- Неизживян живот (2005)
- Свекървище (2005)
- Момиче от Джърси (2004)
- Ще танцуваме ли? (2004)
- Трудна свалка (2003)
- Петзвезден романс (2002)
- Достатъчно (2002)
- Ангелски очи (2001)
- Сватбеният агент (2001)
- Клетката (2000)
- Мравката Z (1998, озвучителка)
- Извън контрол (1998)
- Обратен завой (1997)
- Анаконда (1997)
- Селена (1997)
- Джак (1996)
- Влакът трезор (1995)
- Моето семейство (1995)
- Моето малко момиче (1986)

## Дискография

### Студийни албуми
- 1999 On the 6
- 2001 J.Lo
- 2002 This is Me... Then
- 2005 Rebirth
- 2007 Como Ama Una Mujer
- 2007 Brave
- 2011 Love?
- 2014 A.K.A.
- 2024 This Is Me... Now

### Ремикс албуми
- 2002 J to tha L-O! The Remixes

### Компилационни албуми
- 2004 On the 6 / J.Lo
- 2010 Triple Feature
- 2012 Dance Again... the Hits

### EP албуми
- 2003 The Reel Me

### Саундтрак албуми
- 2022 Marry Me

### Сингли
- 1999 If You Had My Love
- 1999 No Me Ames
- 1999 Waiting for Tonight
- 2000 Feelin' So Good
- 2000 Let's Get Loud
- 2001 Love Don't Cost a Thing
- 2001 Play
- 2001 Ain't It Funny
- 2001 I'm Real
- 2002 Ain't It Funny (Murder Remix)
- 2002 Alive
- 2002 I'm Gonna Be Alright
- 2002 Jenny from the Block
- 2002 All I Have
- 2003 I'm Glad
- 2003 Baby I Love U!
- 2005 Get Right
- 2005 Hold You Down
- 2007 Qué Hiciste
- 2007 Me Haces Falta
- 2007 Do It Well
- 2008 Hold It Don't Drop It
- 2009 Louboutins
- 2011 On the Floor
- 2011 I'm Into You
- 2011 Papi
- 2012 Dance Again
- 2012 Goin' In
- 2013 Live It Up
- 2014 Same Girl
- 2014 I Luh Ya Papi
- 2014 First Love
- 2014 Booty
- 2015 Feel the Light
- 2015 A Selena Tribute
- 2016 Ain't Your Mama
- 2017 Ni Tú Ni Yo
- 2017 Amor, Amor, Amor
- 2018 Us
- 2018 El Anillo
- 2018 Dinero
- 2018 Te Guste
- 2018 Limitless
- 2019 Medicine
- 2020 Pa'Ti
- 2020 Lonely
- 2020 In the Morning
- 2021 Cambia El Paso
- 2021 On my way (Marry Me)
- 2022 Marry Me
- 2024 Can't Get Enough
- 2024 Rebound

### Видео албуми
- 2000 Jennifer Lopez: Feelin' So Good
- 2003 Jennifer Lopez: Let's Get Loud
- 2003 The Reel Me

## Турнета
- 2007 – Jennifer Lopez and Marc Anthony en Concierto
- 2012 – Dance Again World Tour
- 2012 – Enrique Iglesias & Jennifer Lopez Tour
- 2016 – 2018 – Jennifer Lopez: All I Have
- 2019 – It's My Party Tour

## Концерти
- 2001 – Let's Get Loud

## Аромати
- 2002 Glow
- 2003 Still Jennifer Lopez
- 2005 Miami Glow
- 2005 Love at First Glow
- 2006 Glow After Dark
- 2009 Sunkissed Glow
- 2010 Blue Glow
- 2010 L.A. Glow
- 2012 Glowing
- 2013 Forever Glowing
- 2013 JLOVE
- 2014 Glowing Goddess
- 2015 Rio Glow